# Foppolo
Foppolo é uma comuna italiana da região da Lombardia, província de Bérgamo, com cerca de 208 habitantes. Estende-se por uma área de 16 km², tendo uma densidade populacional de 13 hab/km². Faz fronteira com Caiolo (SO), Carona, Cedrasco (SO), Fusine (SO), Tartano (SO), Valleve.

## Demografia
| Variação demográfica do município entre 1861 e 2011                               |
|                                                                                   |
| Fonte: Istituto Nazionale di Statistica (ISTAT) - Elaboração gráfica da Wikipedia |